# Kémoko Camara
Kémoko Camara (ur. 4 maja 1975 w Konakry) – gwinejski piłkarz występujący na pozycji bramkarza.

## Kariera
Piłkarz ten swoją karierę rozpoczynał w AS Kaloum Star. W 1999 roku trafił do belgijskiego KRC Harelbeke. Sezon 2000/2001 nie był dla jego klubu zbyt udany, bowiem zajął dopiero 17. miejsce w Eerste Klasse i spadł do Tweede Klasse. Do kolejnego sezonu KRC Harelbeke przystąpiło pod zmienioną nazwą, Zuid-West Vlaanderen. Klub zajął 5. miejsce, premiowanego awansem do play-offów, których ostatecznie nie rozegrano. Działacze Zuid-West Vlaanderen odrzucili licencje na sezon 2002/2003, a 1 czerwca 2002 doszło do rozpadu klubu. Kamara po dwuletniej absencji trafił do drugoligowego izraelskiego Bene Sachnin i zajął z tym klubem 4. miejsce. W nowym sezonie Camara został zawodnikiem Maccabi Ahi Nazaret, a w 2005 roku wrócił do Gwinei. Przez dwa sezony występował w Hafia Conakry, po czym trafił do klubu Castle Premiership, AmaZulu Durban. Rozegrał tam 11 meczów i odszedł. W 2007 roku przeszedł do szkockiego Dundee United, jednak nie rozegrał tam żadnego spotkania i był rezerwowym dla Grzegorza Szamotulskiego oraz Łukasza Załuski. W sezonie 2008/2009 rozegrał jedno spotkanie w drużynie East Stirlingshire.
W 1998 roku Camara brał udział w Pucharze Narodów Afryki. Była to jego pierwsza większa impreza reprezentacyjna. Również na PNA 2004 Camara był podstawowym bramkarzem reprezentacji Gwinei. Rozegrał komplet meczów, a Gwinea dotarła do ćwierćfinału, w którym przegrała z Mali 1:2. Ten doświadczony bramkarz brał udział w eliminacjach do Mistrzostw Świata 2006. Rozegrał 5 spotkań, jednak Gwinei nie udało się awansować. Camara został powołany na Puchar Narodów Afryki 2006, który odbywał się w Egipcie, ale całą imprezę przesiedział na ławce rezerwowych.